# Peridotit
Peridotit je gosta grobo zrnata magmatska kamnina, sestavljena pretežno iz mineralov olivina in piroksena. Vsebuje manj kot 45% silicijevega dioksida, zato spada med ultramafične kamnine. Vsebuje veliko količino magnezija in železa, vezanega v olivinu. Peridotit izhaja iz Zemljinega plašča in ima lahko obliko blokov, fragmentov ali kristalov, ki so se akumulirali iz magm iz Zemljinega plašča. Sestava peridotitov iz teh slojastih magmatskih kompleksov je zelo različna, kar se kaže v različni razmerjih med pirokseni, kromitom, plagioklazom in amfibolom. 
Peridotit je prevladujoča kamnina zgornjega dela Zemljinega plašča. Posebno zanimiva je sestava peridotitnih nodulov v nekaterih bazaltih in diamantnih dimnikih (kimberlitih), ker vsebujejo vzorce kamnin iz globljih delov Zemljinega plašča od globine 30 km pa vse do približno 200 km. V nekaterih nodulih so se ohranila razmerja izotopov osmija in drugih elementov, v katerih so dokumentirani procesi, ki so se dogajali pred več kot tremi milijardami let. Noduli so posebno zanimivi za paleogeologe, ker iz njih lahko sklepajo, kakšna je bila sestava zgodnjega Zemljinega plašča in kakšni geološki procesi so se takrat dogajali. 
Beseda peridotit je nastala iz imena poldragega kamna peridota, prozornega do prosojnega rumenkasto zelenega ali zelenkasto rumenega različka turmalina, ki je po barvi podoben olivinu.

## Tipi peridotita
| Komponenta | MORB-pirolit | Lercolit | Harcburgit | Dunit |
| ---------- | ------------ | -------- | ---------- | ----- |
| SiO2       | 44,74        | 44,16    | 43,8       | 41,3  |
| MgO        | 39,57        | 41,05    | 46,3       | 51,88 |
| FeO        | 7,55         | 8,14     | 7,71       | 6,26  |
| Al2O3      | 4,37         | 2,25     | 0,56       | 0,1   |
| CaO        | 3,38         | 2,27     | 0,75       | 0,16  |
| Cr2O3      | 0,45         | 0,39     | 0,38       | 0,28  |
| Na2O       | 0,4          | 0,21     | 0,07       | 0,032 |
| NiO        | 0,26         | 0,27     | 0,35       | 0,36  |
| TiO2       | 0,17         | 0,09     | 0,08       | 0     |
| MnO        | 0,11         | 0,14     | 0,12       | 0,08  |
| K2O        | 0            | 0,02     | 0,03       | 0,02  |
| P2O5       | 0            | 0,03     | 0,01       | 0,05  |
| Mg#        | 90,0         | 90,0     | 91,4       | 93,7  |

- Dunit vsebuje več kot 90% olivina z razmerjem Mg:Fe približno 9:1.
- Verlit je sestavljen iz olivina in klinopiroksena.
- Harcburgit je sestavljen pretežno iz olivina in ortopiroksena in relativno majhnega dela bazaltnih komponent (granat in klinopiroksen sta v manjšini).
- Lercolit je sestavljen večinoma iz olivina, ortopiroksena (običajno enstatita) in klinopiroksena (diopsida) in ima relativno velik delež bazaltnih komponent (granat in piroksen). Pri delnem taljenju lercolita in izločitvi tekoče frakcije lahko kot trden ostanek nastane harzburgit.

## Sestava
Peridotiti so bogati z magnezijem, ki je vezan predvsem v olivinu. Sestava peridotitov iz slojastih magmatskih kompleksov je zelo različna, kar se odraža v različnih razmerjih med pirokseni, kromitom, plagioklazom in amfibolom. Med manjšinske minerale in skupine mineralov v peridotitu spadajo plagioklaz, spinel (običajno kromit), granat (predvsem pirop), amfibol in flogopit. Pri relativno majhnih tlakih, se pravi majhnih globinah v Zemljini skorji, je v peridotitu stabilen plagioklaz. Pri višjih tlakih do globine približno 60 km je stabilen aluminozni spinel, pri še višjih tlakih pa granat.
| Komponenta         | Prvobitni | Lercolit | Harcburgit | Dunit |
| ------------------ | --------- | -------- | ---------- | ----- |
| Spinelni peridotit |           |          |            |       |
| Olivin             | 56        | 62       | 81         | 98    |
| Ortopiroksen       | 22        | 22       | 14         | —     |
| Klinopiroksen      | 19        | 11       | 2          | 1     |
| Spinel             | 3         | 2        | 3          | 1     |
| Granatni peridotit |           |          |            |       |
| Olivin             | 57        | 68       | 83         | 98    |
| Ortopiroksen       | 16        | 18       | 15         | —     |
| Klinopiroksen      | 14        | 11       | —          | 1     |
| Granat             | 13        | 3        | 2          | 1     |

Sorodne ultramafične kamnine so pirokseniti, ki so sestavljene pretežno iz ortopiroksena in/ali klinopiroksena. Med minerali, ki so lahko prisotni v manjših količinah, so olivin, granat, plagioklaz, amfibol in spinel.

## Nahajališča
Peridotit je prevladujoča kamnina Zemljinega plašča do globine približno 400 km. V večjih globinah oziroma tlakih se olivin pretvori v mineral valdslejit. Oceanske plošče so sestavljene iz do 100 km debelega sloja peridotita, ki je prekrit s tanko skorjo. Skorja je sestavljena pretežno iz bazalta, gabra in nekaj sedimentov in je običajno debela približno 6 km. Peridotit pod oceansko skorjo, tako imenovani globinski peridotit, se nahaja v stenah globokih jarkov v dnu oceanov. Oceanske plošče so običajno v subdukcijskih conah podrinjene v plašč, deli plošč pa so lahko tudi vrinjeni ali narinjeni na kontinentalno skorjo v procesu, imenovanem obdukcija. Takšna namestitev je lahko nastala med orogenezo, s trčenjem dveh kontinentov ali z otočnim lokom. Deli oceanskih plošč znotraj kontinentalne skorje se imenujejo ofioliti. Tipični ofioliti so sestavljeni večinoma iz peridotita in spremljajočih kamnin kot so gabro, blazinasti bazalt, diabaz in roženec. Druge mase peridotita so vgrajene v gorovja in verjetno niso povezane z ofoiliti. Imenujejo se orogeni peridotitni masivi in alpski peridotiti. Peridotiti se pojavljajo tudi kot fragmenti (ksenoliti), ki jih je prinesla magma iz Zemljinega plašča. Med kamninami, ki običajno vsebujejo peridotitne ksenolite, sta bazalt in kimberlit. Nekatere vulkanske kamnine, ki se včasih imenujejo komatiiti, so tako bogate z olivinom in piroksenom, da se lahko prištevajo k perodotitu. Majhne kose peridotita so našli tudi v lunarnih brečah. 
Kamnine iz družine peridotitov so na Zemljini površini neobičajne in zelo nestabilne, ker olivin pri temperaturah, ki so značilne za zgornji del plašča in Zemljino površino, hitro reagira z vodo. Mnogo ali kar večina predornin je vsaj delno pretvorjenih v serpentinit v procesu, v katerem se pirokseni in olivini pretvarjajo v zeleni serpentin. S hidratacijo se volumen kamnine močno poveča, kar povzroči deformacijo prvotnih tekstur. Serpentiniti so mehansko neodporni in se zlahka pretvorijo v zemljo, na kateri rastejo značilne rastlinske združbe. 
Eden od mineralov iz skupine serpentinov je vrsta azbesta.

## Morfologija in tekstura
Peridotiti so lahko slojasti ali masivni. Oboji peridotiti lahko imajo eno od treh osnovnih tekstur: 
- precej dobro formirane kristale olivina, ki so med seboj ločeni z drugimi minerali in verjetno odražajo izvirno odlaganje olivina iz magme,
- enakomerno velike (ekvigranularne) kristale z ravnimi mejami zrn, ki se sekajo pod kotom približno 120°; takšna tekstura bi lahko bila rezultat počasnega ohlajanja magme, v katerem je prekristalizacija privedla k minimiranju površinske energije,
- dolge kristale z nepravilnimi krivuljastimi mejami zrn, ki so verjetno posledica notranje deformacije.

Mnoga nahajališča peridotita imajo značilne teksture. Peridotiti z dobro formiranimi kristali olivina na primer se nahajajo večinoma v najbolj spodnjih slojih kompleksov gabra. Alpski peridotiti, ki imajo na splošno nepravilne kristale in se pojavljajo kot bolj ali manj serpentinirane leče, so omejeni na prelomnice in pasove zgubanih gora, na primer Alp, pacifiška obalna področja in vznožje Apalačev. Noduli peridotita z nepravilnimi ekvigranularnimi teksturami se pogosto nahajajo v alkalnih bazaltih in kimberlitnih dimnikih. Nekateri peridotiti, bogati z amfibolom, imajo koncentrično slojasto strukturo in tvorijo del plutonov, imenovanih aljaški conirani ultramafični kompleksi. 

## Nastanek
Peridotiti so nastali na dva primarna načina: kot kamnine Zemljinega plašča, ki so nastale med rastjo in diferenciacijo Zemlje, ali kot akumulirane kamnine, ki so nastale z obarjanjem olivina in piroksenov iz bazaltnih ali ultramafičnih magm. Te magme so nazadnje izšle iz zgornjega Zemljinega plašča zaradi delnega taljenja peridotitov. 
Peridotiti plašča se pojavljajo kot masivi alpskega tipa v kolizijskih gorskih verigah ali kot ksenoliti v bazaltu ali kimberlitu. Kamnine so v obeh primerih pirometamorfne, se pravi da so metamorfirale v prisotnosti raztaljenih kamnin in predstavljajo ali bogat plašč (lercolit) ali delno izčrpan plašč (harcgurgit, dunit). Alpski peridotiti so lahko ali ofiolitne asociacije in predstavljajo najbolj zgornji del plašča pod aceanskimi bazeni ali mase podkontinentalnega plašča, umeščenega vzdož narinjenih prelomnic v gorskih verigah.
Slojasti peridotiti so magmatski sedimenti, ki so nastali z mehanskim akumuliranjem gostih kristalov olivina. Nekateri peridotiti so nastali z obarjanjem in akumuliranjem olivina in piroksena iz magm Zemljinega plašča, na primer tistih, ki imajo sestavo bazalta. Peridotiti, ki so povezani z ultramafičnimi kompleksi aljaškega tipa, so akumulati, ki so nastali verjetno v korenih vulkanov. Akumulatni peridotiti so nastali tudi v tokovih komatiitne lave. 
Lercoliti plašča bi lahko bili osnovni vir kamnin bazaltnih magm, medtem ko so harcburgiti plašča verjetno nastali iz kristaliničnega ostanka, ki je ostal, ko je bazaltna magma izprala lercolit, in iz kristalinične akumulacije produktov zgodnjega strjevanja nekaterih bazaltnih magm. 

## Spremljajoče kamnine
Komatiiti so redki vulkanski ekvivalenti peridotita.
Eklogit je kamnina, ki je po sestavi podobna bazaltu. Sestavljena je predvsem iz natrijevega klinopiroksena in granata. Eklogit spremlja peridotit v nekaterih nahajališčih ksenolita in v kamninah, ki so metamorfirale pri visokih tlakih med procesi, ki so povezanih s subdukcijo. 

## Gospodarski pomen
Študija, ki je bila objavljena novembra 2008, je nakazala, da bi bil peridotit lahko cenen, varen in trajen način shranjevanja atmosferskega ogljikovega dioksida, s čimer bi se uravnavala količina toplogrednih plinov. Lastnost peridotita, da reagira z ogljikovim dioksidom in tvori apnencu in marmorju podobne karbonate, je bila znana že pred tem. Študija je pokazala, da se hitrost tega procesa lahko milijonkrat ali več poveča z enostavnim vrtanjem in hidravličnim drobljenjem skladov peridotita, v katere bi se zatem injiciral ogljikov dioksid.
Nekateri peridotiti se uporabljajo kot okrasni kamen. 
S hidriranjem peridotita pri nizkih temperaturah nastane serpentinit, ki lahko vsebuje hrizolitni azbest (oblika serpentina) in lojevec.
Slojaste intruzije z akumulati peridotita so običajno povezane s sulfidnimi in kromitnimi rudami. Med sulfidnimi rudami so najpomembnejše rude niklja in platinskih kovin, ki se kopljejo na primer v bushveldskem magmatskem kompleksu v Južni Afriki in Great Dyku v Zimbabveju. Pasovi kromita, ki spremljajo peridotite, so najpomembnejše kromove rude.